# Carla Ravaioli
Carla Alberta Ravaioli (Rimini, 15 gennaio 1923 – Roma, 16 gennaio 2014) è stata una giornalista, saggista e politica italiana.

## Biografia
Laureatasi in Lettere all'Università di Bologna con una tesi in Storia dell'Arte su Guido Cagnacci, discussa con Roberto Longhi, ha vissuto a Milano dai primi anni Cinquanta al 1970, quando si è trasferita a Roma, dove è morta il 16 gennaio 2014 all'età di 91 anni, forse suicida.

## Attività professionale e pubblicistica
Giornalista e saggista di lungo corso, ha scritto per numerosi quotidiani e riviste tra cui Il Giorno, L'Europeo, Il Messaggero, La Repubblica, il manifesto, Liberazione, Critica marxista, Carta, Tempi moderni, La critica sociologica, Quaderni Piacentini, Rinascita, Rocca, Aprile e Decrescita e ha collaborato con la RAI.
Nei primi decenni della sua attività si è occupata soprattutto della condizione femminile. In seguito, pur mantenendo sempre presente e centrale nelle sue riflessioni il problema-donna, ha esteso il proprio orizzonte di ricerca all'intero modello socioeconomico oggi attivo nel mondo, soprattutto in rapporto alle questioni ambientali.
Ha svolto corsi a contratto presso le Università di Sassari sul tema "Il mercato del lavoro femminile" e di Cosenza su "Mutamento sociale e problema ambiente". Ha condotto seminari all'Università Statale di Ancona, alla “Bocconi” di Milano e alla Terza Università di Roma.
Secondo Edoardo Salzano (Eddyburg), Carla Ravaioli: "È tra i pochissimi che hanno compreso, e tentano di far comprendere, che una delle radici principali della degradazione usque ad mortem dell'ambiente della nostra terra sta nei limiti profondissimi dell'economia: dell'economia pratica (e questo ormai molti l'hanno compreso) e soprattutto del pensiero economico. Argomentare questa convinzione e trovare nel pensiero economico classico (da Adam Smith a Claudio Napoleoni) le nascoste radici di un possibile superamento è l'impegno principale di Carla Ravaioli."

## Attività politica e istituzionale
NeIl'VIII Legislatura è stata eletta al Senato come membro della Sinistra Indipendente.
Al di fuori dell'attività istituzionale ha svolto diverse attività politiche, in particolare riguardanti la condizione femminile, l'ambiente e il rapporto economia – ambiente.
Ha partecipato all'esperienza di Controparola, attivo gruppo femminista composto da note scrittrici e giornaliste, collaborato con l'Associazione per il Rinnovamento della Sinistra, con "Rosso-Verde" e con Sinistra Europea.

## Opere
- Perché mia moglie, Milano, Feltrinelli, 1960.
- La donna contro se stessa, Bari, Laterza, 1969; 1977.
- Maschio per obbligo. Oltre il femminismo verso una ridefinizione dei ruoli, Milano, Bompiani, 1973.
- La donna e le sinistre storiche in Italia, Milano, Feltrinelli, 1974.
- La mutazione femminile. Conversazioni con Alberto Moravia sulla donna, Milano, Bompiani, 1975.
- La questione femminile. Intervista col PCI, Milano, Bompiani, 1976.
- Il quanto e il quale. La cultura del mutamento, Roma-Bari, Laterza, 1982.
- Tempo da vendere, tempo da usare. Lavoro produttivo e lavoro riproduttivo nella società microelettronica, Milano, F. Angeli, 1986; 1988. ISBN 88-204-2753-2; Roma, Datanews, 1994. ISBN 88-7981-079-0.
- Bugie, silenzi e grida. La (dis)informazione ecologica da un'annata di cinque quotidiani, con Enzo Tiezzi, Milano, Garzanti, 1989. ISBN 88-11-73996-9.
- Il pianeta degli economisti, ovvero L'economia contro il pianeta, Torino, ISEDI, 1992.
- La crescita fredda. Occasione storica per la sinistra, Roma, Datanews, 1995. ISBN 88-7981-057-X.
- Le 35 ore, con Mario Agostinelli, Roma, Editori Riuniti, 1998. ISBN 88-359-4430-9.
- Processo alla crescita. Ambiente, occupazione, giustizia sociale nel mondo neoliberista, con Bruno Trentin, Roma, Editori Riuniti, 2000. ISBN 88-359-4855-X.
- Un mondo diverso è necessario, Roma, Editori Riuniti, 2002. ISBN 88-359-5295-6.
- Ambiente e pace, una sola rivoluzione. Disarmare l'Europa per salvare il futuro, Milano, Punto Rosso, 2008. ISBN 88-8351-099-2.

## Premi
- Nel 1966, da giornalista de L'Europeo è stata insignita con il Premiolino, l'onorificenza giornalistica più antica d'Italia.